# Woodville (Misisipi)
Woodville es un pueblo del condado de Wilkinson, Misisipi, Estados Unidos. Según el censo de 2020, tiene una población de 928 habitantes.

## Demografía

### Censo de 2000
Según el censo de 2000, había 1.192 personas, 474 hogares y 322 familias residiendo en la localidad. La densidad de población era de 430,1 hab./km². Había 569 viviendas con una densidad media de 205,3 viviendas/km². El 24,50% de los habitantes eran blancos, el 74,58% afroamericanos, el 0,00% asiáticos y el 0,92% pertenecía a dos o más razas. El 0,67% de la población eran hispanos o latinos de cualquier raza.
Según el censo, de los 474 hogares en el 34,2% había menores de 18 años, el 32,3% pertenecía a parejas casadas, el 29,3% tenía a una mujer como cabeza de familia y el 31,9% no eran familias. El 30,2% de los hogares estaba compuesto por un único individuo y el 14,3% pertenecía a alguien mayor de 65 años viviendo solo. El tamaño promedio de los hogares era de 2,50 personas y el de las familias de 3,11.
La población estaba distribuida en un 29,4% de habitantes menores de 18 años, un 7,7% entre 18 y 24 años, un 25,3% de 25 a 44, un 22,1% de 45 a 64 y un 15,5% de 65 años o mayores. La media de edad era 36 años. Por cada 100 mujeres había 86,5 hombres. Por cada 100 mujeres de 18 años o más, había 74,3 hombres.
Los ingresos medios por hogar en la localidad eran de 16.176 dólares ($) y los ingresos medios por familia eran de $19.000. Los hombres tenían unos ingresos medios de $32.292 frente a los $18.333 para las mujeres. La renta per cápita para la ciudad era de $13.590 $. El 37,5% de la población y el 38,0% de las familias estaban por debajo del umbral de pobreza. El 47,0% de los menores de 18 años y el 38,8% de los habitantes de 65 años o más vivían por debajo del umbral de pobreza.

### Censo de 2020
Según el censo de 2020, hay 928 personas y 386 hogares en la localidad. La densidad de población es de 346.27 hab./km². Hay 502 viviendas, con una densidad media de 187.3 viviendas/km². El 72.95% de los habitantes son afroamericanos, el 23.38% son blancos, el 0.22% son amerindios, el 0.11% es asiático, el 0.22% son de dos o más razas y el 3.13% son de una mezcla de razas. El 0.54% de la población son hispanos o latinos de cualquier raza.
Según la estimación 2015-2019 de la Oficina del Censo, los ingresos medios por hogar en la localidad son de $37.717. El 25.1% de la población está en situación de pobreza. El 48.3% de los menores de 18 años y el 13.9% de los habitantes de 65 años o más están en situación de pobreza.

## Geografía
Según la Oficina del Censo de los Estados Unidos, la localidad tiene un área total de 2.68 km², todos ellos correspondientes a tierra firme.

## Educación
Hay tres centros educativos en Woodville: la Wilkinson County Elementary School, el Wilkinson County High School y la Wilkinson County Christian Academy.

## Habitantes destacados
- Jefferson Davis, Presidente de los Estados Confederados de América, vivió aquí un par de años en su juventud en la plantación de sus padres y asistió a la Woodville Academy, antes de irse a estudiar a Kentucky.
- Carnot Posey, general confederado durante la guerra civil estadounidense.
- William Grant Still, compositor clásico afroamericano.
- Lester Willis Young, músico de jazz.